# Leptines (Nauarch)
Leptines (altgriechisch Λεπτίνης Leptínēs; * um 430 v. Chr.; † um 374 v. Chr.) war Halbbruder des Tyrannen Dionysios I. von Syrakus, für den er als Flottenkommandant (Nauarch) tätig war.
Leptines war verheiratet mit seiner Nichte Dikaiosyne, einer Tochter des Tyrannen aus dessen Ehe mit Doris aus Lokroi in Kalabrien. Daneben soll er aus einer außerehelichen Beziehung mit einer verheirateten Frau zwei Töchter gehabt haben.
Als Nauarch war er zu Beginn von Dionysios’ zweitem Karthagerkrieg im Jahr 398 v. Chr. an der erfolgreichen Belagerung der karthagischen Stadt Motye (heute Mozia) beteiligt. 396 v. Chr. erlitt er aber bei Katane (Catania) eine schwere Niederlage gegen die karthagische Flotte; mehr als die Hälfte seiner Schiffe wurde vernichtet.
386 v. Chr. soll Leptines eine seiner außerehelichen Töchter ohne das Wissen seines Halbbruders an dessen Berater Philistos, den Kommandanten der Zitadelle von Syrakus, verheiratet haben. Dieser Schritt weckte das Misstrauen des Tyrannen; Philistos fiel in Ungnade und wurde aufs Festland verbannt.
383 v. Chr. führte Leptines die syrakusanischen Hilfstruppen, die die italischen Lukaner in ihrem Kampf gegen den griechischen Städtebund in Süditalien unterstützen sollten. Dabei verhinderte er durch sein Eingreifen die vollständige Vernichtung der griechischen Stadt Kroton durch die Italiker. Da diese Milde nicht in die süditalischen Expansionspläne des Tyrannen passte, fiel Leptines dafür nun auch in Ungnade, wurde als Nauarch durch den (dritten) Bruder Thearides ersetzt und ebenfalls verbannt; beide, Leptines und sein Schwiegersohn Philistos, lebten danach im Exil in Thurioi.
Später versöhnte sich Dionysios wieder mit Leptines. Dieser durfte nach Syrakus zurückkehren und auch wieder militärische Ämter übernehmen. Er starb (wahrscheinlich 374 v. Chr.) im Kampf gegen die Karthager.